# La Cornada avec peón au quite
La Cornada avec peón au quite est une suite de quatre planches de la Tauromachie I , série de 14 eaux-fortes sur cuivre réalisée en 1950 par Jean-Marie Granier alors que le jeune graveur s'était vu offrir un séjour de deux ans à la Casa de Velázquez, Madrid, en Espagne.

## Contexte
Selon Jean-Louis Vidal, qui a beaucoup suivi l'évolution de l'artiste, on comprend que Granier ait été séduit par la tauromachie lors de son séjour à Madrid, même s'il avait déjà, en tant que méridional, vu çà et là quelques courses de taureaux. « La tauromachie met en action des figures codifiées d'une rhétorique de l'espace qui vise à dégager, de la foisonnante complexité des mouvements de la vie, l'itinéraire au tracé le plus pur et aux plus exactes proportions. Granier y a perçu un ordre proche du sien : l'arène et la page sont les lieux d'invention et d'exaltation la plus juste. »

## Description
Dans La Cornada, Granier traitait de la mort de Pepe Hillo, sorte de desplante définitif où l'immobilité est imposée au torero. Dans dette deuxième eau-forte qui ouvre la série des  quatre planches de la Tauromachie I, l'artiste témoigne de sa volonté d'occuper tout l'espace avec, dans un ordre bien établi : le taureau, énorme au premier plan, le matador touché, mourant avec une figure de martyr, le peón impuissant à arrêter l'animal dont la tête relevée fait que le yeux nous regardent à l'envers. Le picador à peine visible à l'arrière, avec son chapeau rond, dissimulé derrière un groupe de nobles dames avec mantilles, devant lesquelles le torero a déposé sa cape de paseo.
Il y a 4 états : 1/2 et 2/2 pour  le 2e  retouché au crayon, 1/2 et 2/2 pour  la première épreuve retouchée à l'encre, la deuxième épreuve ayant disparu. Ces quatre premiers états ont été tirés par Ruperez sur Guarro ancien. Le quatrième état 1/1 est probablement définitif. Il n'y a eu aucun tirage mais seulement des dessins préparatoires. Pour cette série comme pour La Cornada, Granier s'est inspiré de gravures populaires, de dessins exécutés dans les gradins de Madrid qui sont les portraits presque caricaturaux d'amis, pensionnaires comme Granier, de la Casa de Vélasquez à Madrid.